# شیوانی راوات
شیوانی راوات (به انگلیسی: Shivani Rawat) یک تهیه‌کننده فیلم مستقر نیویورک است که به خاطر تولید فیلم‌های مستقلی مانند دنی کالینز (۲۰۱۵)، ترامبو (۲۰۱۵)، کاپیتان فوق‌العاده (۲۰۱۶) و برایان بنکس (۲۰۱۸) شناخته می‌شود. وی، بنیانگذار و مدیر عامل شیوانز پیکچرز می‌باشد. شیوانز پیکچرز، یک خانهٔ تولید فیلم است که از فیلم‌های بلندی که با مدل هالیوود نمی‌خورند پشتیبانی می‌کند. در مهٔ ۲۰۲۰، جولی گلدشتاین، رئیس سابق میرامکس و اچ‌بی‌او فیلمز به عنوان مدیر تولید به شیوانز پیکچرز پیوست.
راوات یکی از اعضای هیئت مدیرهٔ ابتکار گنجاندن آننبرگ در دانشکده ارتباطات و روزنامه‌نگاری یواس‌سی آننبرگ می‌باشد. در سال ۲۰۱۴، شرکت پخش فیلم آمریکایی، بلیکر استریت، یک قرارداد توزیع انحصاری با شیوانز پیکچرز امضا کرد.
راوات در مدرسهٔ دخترانهٔ ولهام در دهرادون تحصیل کرد و فارغ‌التحصیل نیو اسکول و آکادمی فیلم نیویورک می‌باشد.